# Coliandro
Coliandro è un personaggio immaginario ideato da Carlo Lucarelli e protagonista di una serie di romanzi e racconti; ha avuto trasposizioni in una serie a fumetti e in una serie televisiva.

## Storia editoriale
Il personaggio esordì nel 1991 nel breve racconto Nikita, presente all'interno della raccolta I delitti del Gruppo 13 (dove Coliandro ci viene presentato come un ispettore della questura di Bologna). A questo segue il romanzo del 1993 Falange armata e, nel 1994, da Il giorno del lupo; questi due romanzi (dove Coliandro è però presentato come un semplice sovrintendente) si rivelano dei successi, e fanno acquisire al personaggio una certa popolarità – in particolare, il romanzo Falange armata ottenne grande risonanza mediatica grazie al fatto che la sua trama "anticipò" inconsapevolmente di un paio d'anni la reale conclusione della vicenda della banda della Uno bianca.

## Trasposizioni in altri media

### Fumetti
La Granata Press pubblicò nel 1993 cinque brevi storie a fumetti sceneggiate da Lucarelli e illustrate da Onofrio Catacchio sulla rivista Nova Express raccolte poi in un volume della collana Trame nel 1994, ristampato dalle Edizioni BD nel 2003 e, nel 2016, nel volume L'ispettore Coliandro edito dalla Editoriale Cosmo nella collana Cosmo Noir.

### Televisione
- L'ispettore Coliandro (2006, serie televisiva basata sui romanzi di Lucarelli e diretta dai Manetti Bros.)[9]

## Personaggio

### Versione letteraria
(Intercalare ricorrente di Coliandro)

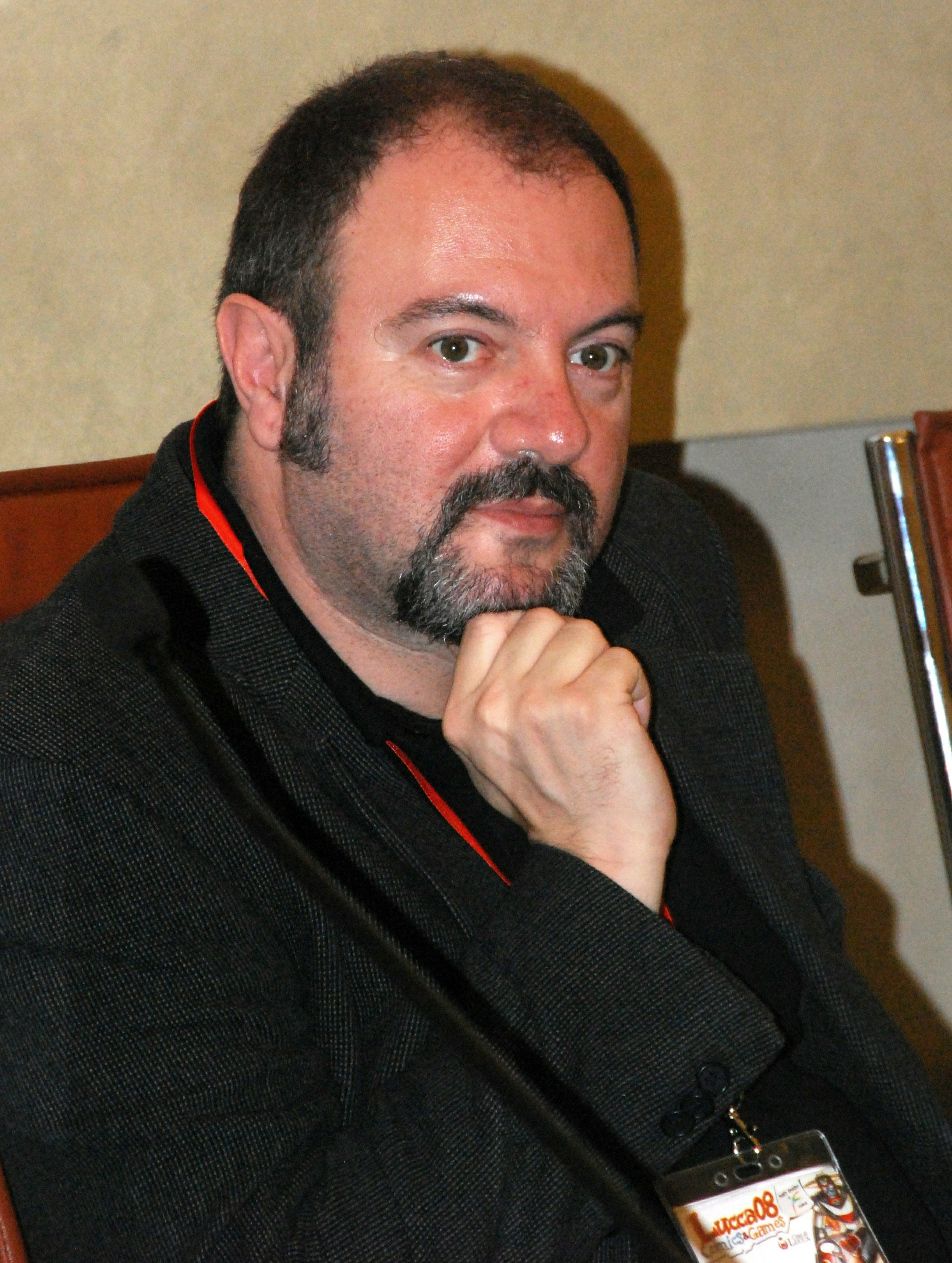
Lo scrittore Carlo Lucarelli, ideatore del personaggio

Coliandro è un giovane sovrintendente in servizio presso la questura di Bologna; tutti lo chiamano sempre e solo per cognome. La sua famiglia, originaria di Lecce, si trasferì nel capoluogo emiliano qualche anno prima della sua nascita.
Coliandro proviene da una famiglia di poliziotti. Anche il padre e il nonno lo erano: in particolare, suo padre faceva parte della scorta di un giudice e, insieme a quest'ultimo, morì a Palermo a causa dello scoppio di un'autobomba cinque anni prima dell'inizio delle vicende letterarie di Coliandro. È single e da anni ormai non ha una storia seria con una donna.
Oltre questo, è anche il poliziotto più imbranato e pasticcione di Bologna. All'inizio era in servizio alla squadra mobile — il sogno che insegue da sempre — ma, dopo aver mandato a monte un'importante operazione antidroga arrestando un carabiniere sotto copertura, è stato sbattuto a fare da tappabuchi per punizione prima all'ufficio passaporti e in seguito allo spaccio alimentare della questura, dove lavora con l'agente Gargiulo, un simpatico collega che lo aiuta nelle mansioni da svolgere dato che Coliandro, pur avendo un diploma da ragioniere, è assolutamente negato con computer e fatture. Nonostante queste sistemazioni, Coliandro cerca sempre di ficcare il naso in qualche nuova indagine per potersi mettere in luce agli occhi del questore Di Giulio (dal quale, però, è convinto di essere «odiato») e ritornare così alla mobile, contando anche sull'amicizia con il collega Trombetti. Sul lavoro finisce sempre, in un modo o nell'altro, per scontrarsi con Nikita, una giovane ragazza punk che lo aiuta nelle sue indagini, soprattutto quando i due si trovano a investigare in ambienti dove la polizia non è ben vista. Coliandro ha un debole per lei e, ogni volta che si ritrovano a frequentarsi, finisce inevitabilmente per reinnamorarsene.
Pur dichiarando di odiare gli estremismi politici, siano essi di destra o di sinistra, Coliandro si dimostra spesso vittima dei peggiori luoghi comuni e pregiudizi, che lo portano a essere apparentemente violento, sessista e razzista. Mostra di avere anche una vera e propria avversione nei confronti delle donne in polizia, che non ritiene adatte a un lavoro del genere (fosse per lui, dovrebbero semplicemente «starsene a casa»). Si dimostra anche abbastanza intollerante verso gli extracomunitari, prendendosela indistintamente sia con gli zingari lavavetri ai semafori sia con le prostitute che affollano i viali periferici della città. In realtà, alla luce dei fatti Coliandro è decisamente un poliziotto onesto, sempre pronto a dare tutto per il suo lavoro anche a costo di rimetterci in prima persona. Tra le sue passioni ci sono i motori: Coliandro è un fan della Formula 1 e ama sfrecciare di notte per la città a bordo della sua auto sportiva rossa; per contro, odia il calcio. Sul lavoro indossa sempre – anzi, è una sua caratteristica – una «orribile» (a detta degli altri) cravatta gialla.
Il suo mito è il classico poliziotto statunitense dei film d'azione: la sua casa è priva di libri (a eccezione di quelli che leggeva ai tempi della scuola) e non manca anche qualche rivista osé. In compenso è piena di videocassette di pellicole come Die Hard e Rambo, passando per Arma letale e RoboCop. Sul lavoro molte volte prova a intimidire i sospettati citando qualche celebre battuta di Mel Gibson o Bruce Willis, ma il suo mito assoluto è Clint Eastwood con il suo ispettore Harry Callaghan, che cerca sempre di imitare nel parlare e nei modi di fare, anche se con scarsi risultati; prova ne è il fatto che, alla vista di una semplice goccia di sangue, Coliandro sviene immancabilmente come un bambino.

### Versione televisiva

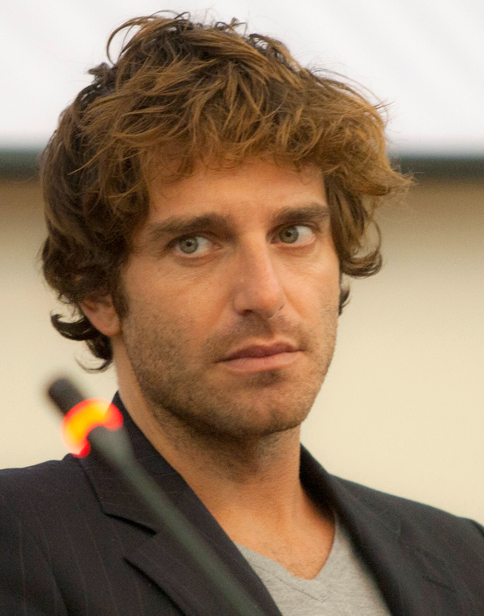
L'attore Giampaolo Morelli interpreta Coliandro nell'omonima serie televisiva

Il Coliandro protagonista della serie televisiva L'ispettore Coliandro ricalca per buona parte quello dei romanzi, anche se con alcune marcate differenze e caratterizzazioni.
A differenza del romanzo, il Coliandro televisivo tradisce origini napoletane così come l'attore che lo interpreta, ovvero Giampaolo Morelli. Sempre nella serie, inoltre, Coliandro non appare come semplice sovrintendente ma già come ispettore e, pur rivelando comportamenti a volte razzisti, si dimostra apolitico e forse ignaro, disinteressato a qualsiasi forma di politica.
Sul lavoro è anch'egli affiancato inizialmente dai colleghi Trombetti e Gargiulo, ma in questo caso i due personaggi sono molto più dettagliati e più importanti ai fini della trama, mentre nei romanzi assumevano un ruolo marginale. In particolare, Trombetti affianca Coliandro solo nella prima stagione della serie; successivamente l'ispettore si ritrova a collaborare con il nuovo collega Gamberini, un ispettore che – pur tra saltuari scherzi e prese in giro – lo considera come un fratello, e con l'agente Balboni e la sovrintendente Bertaccini, due giovani ragazze molto decise che non si fanno mettere i piedi in testa. Rimane costante invece il rapporto con l'agente (poi a sua volta ispettore e ispettore capo) Gargiulo, il quale è uno dei pochi amici fidati di Coliandro all'interno della questura e che spesso viene coinvolto dall'ispettore nelle sue indagini "personali".
Purtroppo per Coliandro, le sue investigazioni vengono periodicamente ostacolate dal suo capo, il commissario De Zan, e dal sostituto procuratore Longhi (ispirata all'omonimo personaggio che appare brevemente nel romanzo Il giorno del lupo). De Zan, a capo della squadra mobile, considera Coliandro un vero e proprio incompetente, cercando sempre di levarselo di torno. Così lo assegna a incarichi non investigativi — all'ufficio scomparsi, all'ufficio passaporti o allo spaccio alimentare — ma senza successo, dato che l'ispettore, desideroso di tornare in servizio alla squadra mobile, non perde occasione per intrufolarsi nelle sue indagini. La dottoressa Longhi, donna affascinante ma fredda, condivide appieno il pensiero di De Zan nei confronti di Coliandro, dato che sovente si è vista compromettere un'inchiesta a causa di alcuni comportamenti poco professionali tenuto dall'ispettore verso l'indagato di turno; nonostante ciò, tra loro due è percettibile per tutta la serie una sottile ma reciproca attrazione, che però non viene mai del tutto a galla.
Come accennato, anche nella serie televisiva Coliandro si ritrova a indagare per proprio conto e contro il volere dei suoi superiori ma non ha in Nikita la sua partner abituale (la ragazza è protagonista solo nel primo episodio della prima stagione, Il giorno del lupo); l'ispettore si ritrova a confrontarsi in ogni episodio con una presenza femminile diversa, in qualche modo legata al caso, e insieme investigano cercando di arrivare alla verità. Come prevedibile, anche qui Coliandro si innamora follemente della ragazza di turno ma alla fine si ritrova inesorabilmente e malinconicamente solo.
Come la sua controparte cartacea, è un grande appassionato di film polizieschi e d'azione, di cui fa numerose citazioni nel corso delle sue avventure; si rivela inoltre un appassionato lettore di fumetti bonelliani, in particolare Tex e Zagor, e un fedele ascoltatore del «magico sax di Fausto Papetti», di cui apprezza particolarmente le copertine osé dei suoi album.

## Citazioni e riferimenti
- Coliandro viene citato nella serie a fumetti della Star Comics Cornelio - Delitti d'autore (che vede tra gli autori proprio Carlo Lucarelli):
  - Nell'albo n. 10, Il fantastico mondo di Biz: a pagina 48, nell'ultima vignetta, nella libreria di Cornelio compare un libro intitolato Coliandro.
  - Nell'albo n. 11, Quando l'ombra della notte: a pagina 43, nella quarta e quinta vignetta, l'ispettore Grazia Negro – per convincere Cornelio a non intralciarla nelle indagini – dice: «e, come direbbe il mio simpatico collega Coliandro, quando una donna in tailleur, pistola e distintivo incontra un uomo in pigiama, carta e penna stilografica... l'uomo in pigiama è un uomo morto».
Molti lettori della serie Cornelio - Delitti d'autore hanno chiesto alla Star Comics di realizzare una serie a fumetti anche su Coliandro (che già in passato era stato protagonista di alcune brevi storie a fumetti). Nell'editoriale dell'albo n.6, Dario Maria Gulli ha affermato che, pur piacendogli l'idea, non si è mai discusso al riguardo con Lucarelli.
- Nel romanzo del 2010 Acqua in bocca, scritto a quattro mani da Carlo Lucarelli e Andrea Camilleri, Coliandro fa un breve cameo in un rapporto di polizia, attraverso il quale si scopre che l'ispettore è rimasto coinvolto in una sparatoria avvenuta a Milano Marittima (dove si trovava momentaneamente in punizione), dimostrando anche in quest'occasione tutta la sua incompetenza.